# Municipio de Brothersvalley
El municipio de Brothersvalley (en inglés: Brothersvalley Township) es un municipio ubicado en el condado de Somerset en el estado estadounidense de Pensilvania. En el año 2000 tenía una población de 4.184 habitantes y una densidad poblacional de 25 personas por km².

## Geografía
El municipio de Brothersvalley se encuentra ubicado en las coordenadas 39°52′00″N 78°58′59″O / 39.86667, -78.98306.

## Demografía
Según la Oficina del Censo en 2000 los ingresos medios por hogar en la localidad eran de $40,119 y los ingresos medios por familia eran $42,022. Los hombres tenían unos ingresos medios de $25,023 frente a los $21,389 para las mujeres. La renta per cápita para la localidad era de $11,611. Alrededor del 7,1% de la población estaban por debajo del umbral de pobreza.